# HMS Opportune (G80)
HMS Opportune (G80) là một tàu khu trục lớp O được Hải quân Hoàng gia Anh Quốc chế tạo vào năm 1939 do Chiến tranh Thế giới thứ hai bùng nổ. Sống sót qua cuộc chiến tranh, nó tiếp tục phục vụ một thời gian rồi đưa về lực lượng dự bị, cho đến khi bị bán để tháo dỡ vào năm 1955.

## Thiết kế và chế tạo
Opportune được đặt hàng trong Chương trình Khẩn cấp Chiến tranh cho hãng John I. Thornycroft & Company tại Woolston vào ngày 3 tháng 9 năm 1939. Con tàu được đặt lườn vào ngày 28 tháng 3 năm 1940 và hạ thủy vào ngày 21 tháng 2 năm 1942. Các hoạt động đánh phá của đối phương đã ảnh hưởng con tàu ngay trước khi nó được hạ thủy, khi các cuộc ném bom của Không quân Đức vào năm 1940 đã làm hư hại xưởng tàu và trì hoãn việc chuyển giao thiết bị. Nó cuối cùng được nhập biên chế cùng Hải quân Anh vào ngày 14 tháng 8 năm 1942.

## Lịch sử hoạt động
Khi đưa vào hoạt động, Opportune được biên chế cùng Chi hạm đội Khu trục 17 trực thuộc Hạm đội Nhà. Trong quá trình chạy thử máy, nó đã giúp hộ tống cho Đoàn tàu PW-202 đi đến Bristol. Nhiệm vụ thực sự đầu tiên của nó là hộ tống Đoàn tàu Bắc Cực PQ-18 đi đến cảng Murmansk thuộc Liên Xô. Vào ngày 20 tháng 9, nó được lệnh đi đến trợ giúp cho chiếc HMS Somali vốn đã trúng ngư lôi phóng từ tàu ngầm Đức U-703. Cho dù con tàu gặp nạn đã được HMS Ashanti trợ giúp, cũng như các tàu khu trục HMS Eskimo, HMS Intrepid và tàu đánh cá hải quân HMS Lord Middleton cũng có mặt để hỗ trợ, gió giật và biển động mạnh đã khiến Somali bị đắm vào ngày 24 tháng 9; Opportune đã giúp đưa một số người sống sót quay trở về Scapa Flow.
Vào tháng 10 năm 1942, đã hộ tống cho Thủy sư đô đốc Sir Andrew Cunningham trên tàu tuần dương HMS Scylla đi Gibraltar nhằm chuẩn bị cho Chiến dịch Torch, cuộc đổ bộ của Đồng Minh lên Bắc Phi. Để chuẩn bị cho cuộc đổ bộ, nó trải qua ba ngày tuần tra chống tàu ngầm trong Địa Trung Hải; và vào chính ngày đổ bộ, nó được bố trí trong thành phần hộ tống cho Lực lượng H và hỗ trợ cho đơn vị này trong chiến dịch.
Mười ngày sau, Opportune quay trở về vùng biển nhà hộ tống thiết giáp hạm HMS Duke of York và tàu sân bay HMS Victorious đi đến Scapa Flow. Trên đường đi, máy bay Fairey Swordfish và Fairey Albacore cất cánh từ tàu sân bay Victorious đã tấn công tàu ngầm U-boat U-517, khiến nó bị hư hại và phải nổi lên mặt nước. Thủy thủ đoàn của chiếc tàu ngầm bị Opportune bắt giữ, và nó đắm sau đó; 52 người sống sót trong tổng số 53 thủy thủ đoàn được đưa đến Greenock và gửi vào trại tù binh chiến tranh. Sau khi đi đến Scapa Flow, nó tiếp nối nhiệm vụ hộ tống vận tải Bắc Cực từ tháng 12 năm 1942 đến tháng 3 năm 1943. Trong giai đoạn này, nó đã hộ tống Đoàn tàu JW-53 và đã cứu hộ được chiếc tàu buôn John H. B. Latrobe khỏi một bãi mìn của quân Đức.
Vào tháng 3, Opportune được điều động về Đội hỗ trợ 5 bảo vệ các đoàn tàu vượt Đại Tây Dương. Chỉ một tháng sau khi được bố trí lại, vào ngày 25 tháng 4, nó đã cùng HMS Pathfinder và máy bay của tàu sân bay hộ tống HMS Biter đánh chìm tàu ngầm U-boat U-203. Sang ngày 12 tháng 5, nó lại một lần nữa tấn công một chiếc U-boat, lần này là chiếc U-456 vốn không bao giờ còn được nhìn thấy và được cho là đã bị đánh chìm. Nó tiếp tục nhiệm vụ hộ tống vận tải Đại Tây Dương và hạm đội tại Khu vực Tiếp cận Tây Bắc trong vài tháng; bao gồm nhiệm vụ vào ngày 14 tháng 9 hộ tống cho Thủ tướng Winston Churchill đi Canada tham dự Hội nghị Québec năm 1943. Đến tháng 10 năm 1943, nó tham gia Chiến dịch Leader, hộ tống nhiều tàu chiến Hải quân Hoàng gia và tàu sân bay Hoa Kỳ USS Ranger tấn công các vị trí của quân Đức tại Bodø, Na Uy.
Vào tháng 12, Opportune một lần nữa hộ tống các đoàn tàu vận tải đi sang Liên Xô trong những đêm dài Bắc Cực. Vào ngày 25 tháng 12, khi thiết giáp hạm Đức Scharnhorst được tung ra để tấn công Đoàn tàu JW-55B trong khuôn khổ chiến dịch Ostfront, Opportune được bố trí tham gia chiến trận. Nó đã có mặt trong Trận chiến mũi North, khi Scharnhorst chịu đựng hỏa lực của nhiều tàu chiến Hải quân Hoàng gia. Con tàu Đức tỏ ra là một đối thủ vững vàng, và do dù bị áp đảo về số lượng và hỏa lực, bị mù do bị bắn trúng dàn radar, nó vẫn xoay xở lẩn tránh được những kẻ săn đuổi trong nhiều giờ. Hầu hết các tàu chiến chủ lực Anh đã tiêu phí hết số ngư lôi mang theo, nên các tàu khu trục Opportune, Musketeer, Virago và Matchless đã tiếp cận và phóng tổng cộng 19 quả ngư lôi vào nó, với sáu quả trúng đích. Con tàu cuối cùng lật nghiêng và chìm. Sự kháng cự không ngừng nghỉ của Scharnhorst được các sĩ quan chỉ huy Anh ghi nhận và tán dương.
Sang năm mới 1944, Opportune một lần nữa lại làm nhiệm vụ hộ tống vận tải Bắc Cực cho đến tháng 3, khi nó được huy động để đối phó những hoạt động của các tàu phóng lôi E-boat Đức nhằm chuẩn bị cho cuộc Đổ bộ Normandy, vốn sẽ diễn ra vài tháng sau đó. Chiếc tàu khu trục vẫn hộ tống vận tải, nhưng được chuẩn bị cho cuộc tấn công; và vào tháng 4 nó được tẩy sạch nồi hơi cùng các sửa chữa nhỏ trước khi được chính thức điều động sang Lực lượng Đặc nhiệm 27 tại eo biển Manche.
Trong cuộc thực tập Exercise, cuộc tổng dượt quy mô lớn mô phỏng cuộc đổ bộ lên bãi Utah vào ngày 28 tháng 4, tám tàu đổ bộ Hoa Kỳ trên đường đi đến Slapton Sands đã bị các tàu E-boat Đức tấn công. Opportune đã tấn công các tàu tàu E-boat, buộc chúng phải rút lui sau khi thả một màn khói ngụy trang; tuy nhiên, hơn 638 binh lính Mỹ đã thiệt mạng trong cuộc tấn công, nhiều người chưa được huấn luyện thích đáng và gặp khó khăn với áo phao và các thiết bị khác trong lúc chờ đợi được cứu vớt. Tai họa này suýt nữa đã đưa đến việc hủy bỏ cuộc đổ bộ, vì người ta sợ khoảng mười binh lính biết được chi tiết của Chiến dịch Overlord có thể đã bị phía Đức bắt làm tù binh. Việc tìm thấy thi thể của họ đã cứu vãn toàn bộ kế hoạch.
Cuộc đổ bộ thực sự vào ngày 5 tháng 6 diễn ra an lành hơn, khi Opportune tuần tra về phía Đông eo biển Manche đề phòng một cuộc tấn công của hải quân Đức. Không có tàu chiến đối phương nào xuất hiện, nhưng nó lại đụng độ với những chiếc E-boat trong tháng 7 và tháng 8, khi nó hỗ trợ các chiến dịch tại Pháp. Sau khi cuộc đổ bộ diễn ra thành công, nó quay trở lại hộ tống các đoàn tàu Bắc Cực và rải mìn, thỉnh thoảng được bố trí cùng Lực lượng 3 trong các hoạt động ngoài khơi Na Uy. Những nhiệm vụ này tiếp tục cho đến năm 1945 và cho đến khi chiến tranh kết thúc.
Opportune tiếp tục phục vụ cho đến khi Nhật Bản đầu hàng, được bố trí tại Portsmouth để huấn luyện tàu ngầm và các hoạt động tại chỗ cho đến năm 1950. Nó được tái trang bị, rồi được điều động về Bộ chỉ huy Nore. Nó được đưa về lực lượng dự bị tại Xưởng tàu Chatham vào tháng 11 năm 1952, chuyển sang vào tháng 7 năm 1953 rồi được đưa vào danh sách loại bỏ một năm sau đó. Sau khi được bán cho hãng BISCO vào tháng 11 năm 1955, con tàu được kéo đến Milford Haven vào ngày 25 tháng 11, rồi được tháo dỡ tại xưởng tàu TW Ward.